# Скальский, Ян
Ян Скальский, также был известен как Ян из Вальдштейна или Малой Скалы (? — 1472, Грудзендз) — чешский дворянин из рода Вальдштейн, имевший свою резиденцию около Железного Брода в Северной Чехии. Командир чешских наёмников на польской службе во время Тринадцатилетней войны 1454—1466. Сыграл значительную роль в военных операциях в Вармии, Нижней Пруссии и Вислинском заливе.

## Биография
Во время Тринадцатилетней войны Ян Скальский первоначально поступил на службу к Тевтонскому ордену, но уже в 1455 году из-за задолженности по оплате перешёл на службу к королю Польши Казимиру Ягеллончику и служит ему верой и правдой до конца войны. В 1455 году Ян Скальский со своим отрядом захватил орденские города Бранево и Фромборк в Вармии. Оттуда он стал организовывать военные рейды на соседние орденские замки и города. Используя каперские корабли из Бранево, Ян Скальский поместил на них чешских наёмников и стал проводить операции на побережье Вислинского залива. Это была самая активный польский военный отряд в Пруссии, но в результате растущего беспокойства из-за действий чешских наёмников горожане Бранево установили контакты с вармийским орденским епископом Павлом Легендорфом, который хотел вернуть под свой контроль все Варминское епископство. В результате, в ночь на 10 сентября 1461 года, крестоносцы воспользовались отсутствием Яна Скальского, чтобы напасть на чешский гарнизон и захватить город, передав его епископу. Не в силах принять потерю такого важного стратегического момента, Ян Скальски предпринимает безуспешную попытку вернуть Бранево 29 ноября 1461 года, во время которого он был ранен. Он избрал Фромборк в качестве своей резиденции и отсюда до конца войны проводит операции на суше и на воде. В августе 1462 года он присоединяется к Петру Дунину и вместе они безуспешно осаждали Бранево в течение нескольких дней. В 1462 году Ян Скальский защищал Орнету, в 1463 году он напал на Хайлигенбайль, а в 1466 году он захватил Пененжно. Выступая в качестве независимого командира, он часто злоупотреблял властью против местного населения или нападал на корабли союзников. Однако на протяжении всей войны он выделялся среди наёмников с настойчивостью и преданностью на службе короля Казимежа Ягеллончика.

## Интересные факты
Ян Скальский вел, несмотря на относительно незначительные силы, масштабную военную деятельность на суше и воде. С большим успехом применял тактику взаимодействия водных судов (суда из Бранево, затем из Фромборка) и собственных наёмников в малых операциях в Вислинском заливе и Балтийском море. Такие атаки он проводил, в частности, во время осады войсками Ордена городов Велау (1460), Семпополь (1461) и Фромборка (1462). Это был, вероятно, единственный пример военных операций чешских войск на море.
После Тринадцатилетней войны Ян Скальский остался Польше и за недоплачивают жалование получил от короля замок Грудзендз вместе со староством. Он женился на Дороте из Клечева из прусского рода Клечевских, у него был ребёнок, который вскоре умер.